# Jordan Kostadinov
Jordan Kostadinov (n. 9 noiembrie 1932 – d. 23 august 2019) a fost un activist național și politic macedonean din Macedonia Pirinului, unul dintre cei mai proeminenți luptători pentru drepturile naționale ale macedonenilor din Bulgaria. A participat la faimoasa Întâlnire de Unificare din 14 aprilie 1990 în Sandanski când a fost fondată OMO Ilinden - Pirin. Apoi a fost ales vicepreședinte al acesteia, iar din 1996 până în 2002 a condus această organizație în calitate de președinte. Într-o conferință de presă ținută la Sofia pe 10 martie 1994 el a solicitat ca regiunii Macedonia Pirinului să i se acorde statutul de regiune autonomă ceea ce a condus la reacții puternice din partea Bulgariei.
Fiind un activist național macedonean curajos și hotărât, a fost închis de mai multe ori de către autoritățile bulgare unde a fost mereu expus abuzurilor fizice și celor mai dificile condiții de detenție, fără suficientă hrană și apă, în celule întunecate și reci.
A murit la 23 august 2019 în Sandanski.